# Javorníček
Javorníček (německy Jawornitschek) je malá vesnice a část obce Libecina v okrese Ústí nad Orlicí. Nachází se asi 1,5 kilometru východně od Libeciny. Javorníček je také název katastrálního území o rozloze 0,85 km².

## Historie
První písemná zmínka o vesnici pochází z roku 1559.